# رکود بزرگ در بریتانیا
رکود بزرگ در بریتانیا، که از آن با نام بحران بزرگ نیز یاد می‌شود، یک دوره رکود اقتصادی ملی در دهه ۱۹۳۰ بود که از رکود اقتصادی جهانی در آن زمان نشات گرفته بود. این بزرگترین و عمیق‌ترین رکود اقتصادی بریتانیا در قرن بیستم بود. رکود بزرگ در اواخر سال ۱۹۲۹ در ایالات متحده آغاز شد و به سرعت در جهان گسترش یافت. بریتانیا برخلاف ایالات متحده، آلمان، کانادا و استرالیا در دهه ۱۹۲۰ رونق چشمگیری را تجربه نکرده بود، بنابراین اثر رکود کمتر به چشم می‌آمد. تجارت جهانی بریتانیا نصف شد (۳۳–۱۹۲۹)، تولید صنعت سنگین یک سوم کاهش یافت، سود اشتغال تقریباً در همه بخش کاهش یافته‌است. در تابستان سال ۱۹۳۲، تعداد بیکاران ثبت شده ۳٫۵ میلیون نفر بود و بسیاری دیگر تنها مشغول به کار نیمه‌وقت بودند.
به ویژه مناطق صنعتی و معدنی در شمال انگلیس، اسکاتلند، ایرلند شمالی و ولز بیشترین زیان اقتصادی را متحمل شدند. بیکاری در ابتدای دهه ۱۹۳۰ در برخی مناطق به ۷۰ درصد رسیده بود (با بیش از ۳ میلیون بیکار در سطح ملی) و بسیاری از خانواده‌ها تماماً به بیمه بیکاری دولت وابسته بودند. از نظر سیاسی، حزب محافظه کار در این دوره حاکم بود و حزب کارگر به شدت ضعیف شد.

## پیش زمینه
رکود بزرگ بین سال‌های ۱۹۲۹ تا ۱۹۳۲ در حالی آغاز شد که انگلستان هنوز از اثرات جنگ جهانی اول بهبود نیافته بود. اقتصاددان لی اوهانیان نشان داد که تولید اقتصادی بین سالهای ۱۹۱۸ و ۱۹۲۱ به میزان ۲۵ درصد کاهش یافت و تا پایان رکود بزرگ، رشدی را شاهد نبود، بریتانیا دچار رکود بزرگ بیست ساله‌ای بود که از ۱۹۱۸ شروع شده بود. به همین دلیل، تولید اقتصادی در بریتانیا به‌طور خفیف‌تری نسبت به بقیه جهان بین سالهای ۱۹۲۹ و ۱۹۳۴ کاهش یافت.
صنایع سنگین که بستر تجارت صادرات بریتانیا را تشکیل می‌داد (مانند معدن زغال‌سنگ، کشتی‌سازی و فولاد) به میزان زیادی در مناطق خاصی از بریتانیا مانند شمال انگلستان، ولز جنوبی، ایرلند شمالی و اسکاتلند مرکزی متمرکز بود، در حالی که صنایع جدید بیشتر در انگلستان جنوبی و مرکزی متمرکز بودند. میزان تولید صنعتی بریتانیا در دهه ۱۹۲۰ در حدود ۸۰ الی ۱۰۰ درصد بود و حدود ۸۰ درصد از تولیدات آن قبل از جنگ صادر می‌شود.

## استاندارد طلا
از سال ۱۹۲۱، بریتانیا بهبود اقتصادی کندی را از جنگ و رکود متعاقب آن آغاز کرد. اما در آوریل سال ۱۹۲۵، صدر اعظم محافظه کار اکسچر، وینستون چرچیل به توصیه بانک انگلستان، پوند استرلینگ را به استاندارد طلا (با نرخ ارز قبل از جنگ از ۴٫۸۶ دلار آمریکا به یک پوند) بازگرداند. این امر باعث شد پوند به ارزش خود در طلا تبدیل شود اما در سطحی که صادرات بریتانیا را در بازارهای جهانی گرانتر کرد. قیمت طلا بین ۱۰ الی ۱۴ درصد بیش از حد تخمین زده شد که منجر شد صادرات زغال سنگ و فولاد کمتر رقابتی شود. بهبود اقتصادی بلافاصله کند شد. برای جبران اثرات نرخ ارز بالا، صنایع صادراتی سعی کردند با کاهش دستمزد کارگران هزینه‌های خود را کاهش دهند.
مناطق صنعتی در طول بقیه دهه ۱۹۲۰ در رکود بودند. این صنایع سرمایه‌گذاری یا نوسازی کمی دریافت کردند. در طول دهه ۱۹۲۰، بیکاری در یک میلیون ثابت ماند.

## بحران اقتصادی و دولت اقلیت کارگری

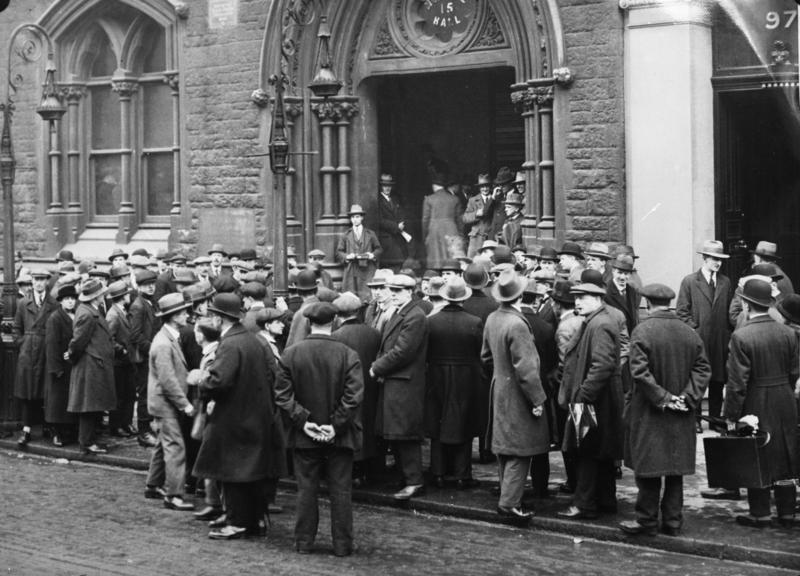
افراد بیکار در مقابل یک خانه کار در لندن، ۱۹۳۰

در ماه مه ۱۹۲۹، دولت اقلیت کارگری به سرپرستی رامسی مک دونالد با پشتیبانی لیبرال وارد کار شد. این تنها دومین باری بود که دولت اقلیت کارگری مشغول به کار شد (مدت کوتاهی در سال ۱۹۲۴ مشغول به کار بودند). تعداد کمی از اعضای دولت دانش عمیق در مورد اقتصاد یا تجربه اداره اقتصاد داشتند. حزب کارگر مک دونالد در تفکر اقتصادی رادیکال نبود و با تأکید بر حفظ بودجه متوازن به هر قیمتی، از ارتدوکس اقتصاد کلاسیک حمایت کرد.
در اکتبر سال ۱۹۲۹ با سقوط بازار سهام در نیویورک، رکود بزرگ جهان اعلام شد. جان مینارد کینز، که این رکود را پیش‌بینی نکرده بود، گفت: "هیچ عواقب جدی و مستقیمی لندن را تهدید نخواهد کرد. تصوری که از آینده داریم بسیار دلگرم کننده است. "
چپ‌ها مانند سیدنی و بیتریس وب، جی جی هابسون و جی دی اچ کول که سالها در مورد مرگ قریب‌الوقوع سرمایه‌داری مکرراً هشدار داده بودند، و این هشدارها تنها امروزه مورد توجه قرار گرفته‌است. با شروع سال ۱۹۳۵، باشگاه کتابخوانان چپ‌ها هرماه هشدار جدیدی می‌داد و سوسیالیسم به سبک اتحاد جماهیر شوروی را به عنوان یک گزینه جایگزین مطرح می‌کرد.
فروپاشی اقتصادی آمریکا متعاقباً جهان را لرزاند: قرارداد تجارت جهانی منعقد شد، قیمت‌ها کاهش یافت و دولت‌ها با افول اعتبار اقتصادی ایالات متحده با بحران مالی روبرو شدند. بسیاری از کشورها با اتخاذ موانع و تعرفه‌های تجاری، به سرعت به این بحران واکنش دادند که با جلوگیری از تجارت جهانی، این بحران را بدتر کرد. امپراتوری بریتانیا سعی داشت با پایین آوردن تعرفه‌ها در بین کشورهای عضو، همبستگی خود را حفظ کند. در حالی که تعرفه‌ها را برای ایالات متحده و سایر کشورها بالا برد
تأثیرات آن بر مناطق صنعتی بریتانیا فوری و ویرانگر بود، زیرا تقاضا برای محصولات بریتانیا کاهش یافت. تا انتهای سال ۱۹۳۰ بیکاری از ۱ میلیون به بیش از ۲ برابر یعنی ۲٫۵ میلیون نفر رسید (از ۱۲ تا ۲۰ درصد نیروی کارِ بیمه شده) و ارزش صادرات ۵۰ درصد کاهش یافته بود. در این دوران بیکاری فاقد مزایا بود، بنابراین این بیکاری گسترده باعث شد بسیاری از جمعیت بریتانیا فقیر شوند. با کاهش درآمد ملی درآمد دولت هم کاهش یافت، در حالی که هزینه کمک به بیکاران افزایش یافت. به مناطق صنعتی و مناطق معادن ذغال سنگ نیز آسیب جدی رسید. لندن و جنوب شرقی انگلیس کمتر آسیب دیدند. در سال ۱۹۳۳، به دلیل کاهش شدید صنعت سنگین، ۳۰ درصد از شهروندان گلاسکو بیکار بودند.
تحت فشار متحدین لیبرال خود و همچنین مخالفان محافظه کار، دولت کارگری کمیته ای را برای بررسی وضعیت مالی عمومی منصوب کرد. گزارش ماه مه ژوئیه سال ۱۹۳۱ خواستار کاهش دستمزدهای بخش دولتی و کاهش زیاد در هزینه‌های عمومی (به ویژه در پرداخت مزایای بیمه بیکاری به بیکاران) برای جلوگیری از کسری بودجه شد. باور بر این بود که کسری بودجه خطرناک بود و باید کاهش یابد. این پیشنهاد بر اساس افزایش ۲۴ میلیون پوند مالیات بر ثروتمندان و ۹۶ میلیون پوند توسط اقتصادها بود که ۶۴ میلیون پوند آن از رفع بیکاری درآمد حاصل می‌شود. با این پیشنهاد در حزب کارگری و در میان حامیان اصلی آن یعنی اتحادیه‌های کارگری کاملاً مخالفت شد، که به همراه چند وزیر دولت از حمایت از چنین اقدامی خودداری کردند. وزیر دارایی، فیلیپ اسنودن، تأکید کرد که توصیه‌های این گزارش برای جلوگیری از کسری بودجه اتخاذ شود.
در تفاهم نامه ای در ژانویه ۱۹۳۰، اسوالد موسلی، از وزرای ارشد دولت، پیشنهاد داد که دولت کنترل بانکداری و صادرات را در دست بگیرد و همچنین حقوق بازنشستگی را برای تقویت قدرت خرید افزایش دهد. وقتی ایده‌های وی رد شد، وی حزب کارگری را برای تشکیل حزب جدید و بعدها اتحادیه فاشیست‌های انگلیس، ترک کرد.

## دولت ملی
اختلاف بر سر هزینه‌ها و کاهش دستمزدها، دولت کارگری را شکست: و همان‌طور که مشخص شد، قابل جبران نبود. بن‌بست سیاسی حاصله منجر به ترساندن سرمایه گذاران شد و فرار سرمایه و طلا نیز اقتصاد را بیشتر لرزاند. در پاسخ، مک دونالد با استناد به خواهش پادشاه جورج پنجم، تصمیم گرفت با محافظه کاران و لیبرال‌ها «دولت ملی» تشکیل دهد.
در ۲۴ اوت، مک دونالد استعفای وزرای خود را ارائه داد و همکاران ارشد خود را در تشکیل دولت ملی جدید هدایت کرد. مک دونالد و حامیان وی از حزب کارگر اخراج شدند و "سازمان ملی کار " را به تصویب رساندند. حزب کارگر و برخی از لیبرال‌ها به رهبری دیوید لوید جورج به مخالفین پیوستند. حزب کارگر مک دونالد را "خائن" و "موش" به خاطر آنچه که آنها خیانت او می‌دیدند، نامید.
خیلی زود پس از آن، انتخابات عمومی برگزار شد. انتخابات عمومی در سال ۱۹۳۱ منجر به پیروزی محافظه کاران شد و حزب کارگر بدون رهبر تنها ۴۶ کرسی پارلمان را بدست آورد. پس از انتخابات ۱۹۳۱، دولت ملی تحت سلطه محافظه کاران بود، اگرچه نخست‌وزیری مک دونالد تا سال ۱۹۳۵ ادامه یافت.

### اقدامات اضطراری
در تلاش برای برقراری تعادل در بودجه و احیای اعتماد به پوند، در ۱۰ سپتامبر ۱۹۳۱ با فیلیپ اسنودن همچنان به عنوان صدراعظم، دولت جدید ملی دستور بودجه اضطراری صادر کرد، که بلافاصله دوره کاهش هزینه‌ها و دستمزدهای عمومی آغاز شد. دستمزد بخش دولتی و دستمزد بیکاری ۱۰ درصد کاهش یافت و مالیات بر درآمد از 4s 6d به 5s در پوند (از ۲۲٫۵٪ به ۲۵٪) افزایش یافت. با این حال، این کاهش دستمزد با استقبال مواجه نشد و منجر به «جنایت» خشونت‌آمیز در اعتراض به کاهش دستمزد در نیروی دریایی رویال شد.
این اقدامات تورم زا بودندو قدرت خرید اقتصادی کاهش یافت، و با بدتر شدن وضعیت، تا پایان سال ۱۹۳۱ نرخ بیکاری نزدیک به ۳ میلیون نفر رسیده بود. این اقدامات همچنین در دفاع از استاندارد طلا، که ظاهراً دولت ملی برای حمایت از آن ایجاد شده بود، ناموفق بود.
فرار طلا همچنان ادامه یافت و خزانه داری سرانجام در سپتامبر ۱۹۳۱ مجبور شد استاندارد طلا را رها کند. تاکنون دولت از نظر مذهبی سیاستهای ارتدوکس را دنبال می‌کرد که خواستار بودجه متعادل و استاندارد طلا بود. به جای فاجعه مورد انتظار و پیش‌بینی شده، رهایی از سیاست استاندارد طلا یک مزیت بزرگ بود. بلافاصله نرخ ارز پوند با ۲۵ درصد کاهش، از ۴٫۸۶ دلار برای یک پوند به ۳٫۴۰ دلار رسید. صادرات بریتانیا اکنون بسیار رقابتی تر شد، که زمینه را برای بهبود تدریجی اقتصادی فراهم کرد و دوران رکود رو به بهبودی می‌رفت.
همچنین، در سال ۱۹۳۲ به دنبال توافقنامه اتاوا، نویل چمبرلین، که پس از انتخابات ۱۹۳۱ به صدراعظمی رسیده بود، تعرفه واردات صنعتی و کشاورزی را با نرخ ۱۰ درصد در کل واردات (به جز آنهایی که از کشورهای امپراتوری بریتانیا وارد می‌شد) را اعمال کرد. اعمال تعرفه‌ها باعث شکاف در حزب لیبرال شد که برخی از آنان به همراه فیلیپ اسنودن حمایت خود از دولت ملی را متوقف کردند.

## ارزیابی تاریخی
وقایع دهه ۱۹۳۰ و پاسخ دولتهای کارگر و ملی به رکود، اختلاف نظرهای تاریخی زیادی ایجاد کرده‌است.
در دهه‌های اولیه پس از جنگ جهانی دوم، بیشتر نظرات تاریخی در مورد دولت‌های دوره مذکور انتقادی بود. برخی از مورخان، همانند رابرت اسیدسلیسکی در سیاستمداران و سقوط، سیاست‌های ارتدوکس دولت کار و دولت ملی را در قیاس با اقدامات بنیادی تندروی کنزی-گرایانه که توسط دیوید لوید جورج و اسوالد موسلی حمایت می‌شد، و همچنین درقیاس واکنشهای مداخله‌گرانه و کینزی در اقتصادهای دیگر مانند معاملات جدید فرانکلین روزولت در ایالات متحده، دولت کارگری در نیوزیلند و دولت سوسیال دموکرات در سوئد، ناکارآمد دانست. از دهه ۱۹۷۰ انتقادات کمتر شد. اسیدسلیسکی در مقدمه نسخه ۱۹۹۴، استدلال می‌کند که تجربه اخیر بحران ارزی و فرار سرمایه، باعث شد نسبت به سیاست مدارانی که با کاهش هزینه‌های کارگری و دفاع از ارزش ارزی خواهان ثبات بودند، رویه انتقادی کمتری گرفته شود.

## برای مطالعهٔ بیشتر
- رکود بزرگ
- بریتانیا در جنگ